# Струг
Струг — русское плоскодонное парусно-гребное судно (барка) XI — XVIII веков, служившее для перевозки людей и грузов.
Название струг (в западных источниках — Strook) употреблялось на всей Руси. Впервые термин «струг» упоминает Русская Правда в 1054 году.

Аже лодью украдеть, то 7 кунъ продаже, а лодию лицемь воротити, а за морьскую лодью 3 гривны, а за набоиною 2 гривне, а за челнъ 8 кунъ, а за стругъ гривна.— Пр. Рус., 131 (1282 г. ~ XII в.).
Использовалось на реках, озёрах и морях, в гражданских и военных целях. В разных регионах Руси судно имело различную конструкцию. В общем было оборудовано съёмной мачтой с небольшим прямым парусом, который ставился при попутном ветре; некоторые струги имели прерывистую палубу, чердак (каюту). Мог быть с одинаково острым носом и кормой. Струги имели длину от 20 до 45 метров, ширину от 4 до 10 метров и вёсла от 6 до 20 штук. В XVI—XVII веках иногда оборудовались небольшими пушками на вертлюгах для защиты от разбойников. Иногда корабли покорителя Сибири Ермака называют стругами. Однако ширина реки Чусовая вряд ли позволяла пройти кораблям в 20 метров длины и 4 ширины. Вероятно, строились струги и меньшего размера. На Юге России (Руси) струг однодеревка, долбушка (челн, лодка), изготовленная из дуба, так и назывался Дуб. Дубы с наделками перевозили по Бугу и Днепру от 150 до 700 четвертей хлеба.

## Использование стругов в России
… употребление в древней Руси термина «струг» в общем значении судна несомненно. … Но такое значение оно получило уже позднее, первоначально же это было видовое название определенного типа судов… Сделанные из гладких выструганных досок, плоскодонные и первое время небольшие грузовые суда, свободно скользившие по волнам — «стругам», плававшие по мелким речкам — «стругам» и легко проходившие отмели — «заструги», естественно, этими именно чертами и обращали на себя наибольшее внимание, отличались от других судов своего времени и получили название стругов. В памятниках древней русской письменности термин «струг» … встречается гораздо реже, чем названия «корабль» и «ладья». Это естественно объясняется помимо небольших сравнительно размеров судов тем, что они употреблялись преимущественно для простых хозяйственных целей — передвижения или перевозки грузов, а эти вопросы, вообще, редко затрагивались в древнерусской письменной литературе.— Шубин И. А. Волга и волжское судоходство. М., 1927, с. 40 — 42
Документально установлено, что в 1240 году войско великого новгородского князя Александра Невского добралось до места расположения шведов именно на быстроходных стругах.
При подготовке второго азовского похода зимой 1696 года в Воронеже и Преображенском было развёрнуто масштабное строительство кораблей Армейского флота. Построенные в Преображенском галеры в разобранном виде доставлялись в Воронеж, там собирались и спускались на воду. В Воронеже и Воронежском уезде было подготовлено к спуску 522 струга, 42 мореходных лодки, 134 плота.
Закончилось промышленное строительство стругов при Петре I, указом от 28 декабря 1715 года: «По получении сего указу объявите всем промышленникам, которые ходят на море для промыслов на своих ладьях и кочах, дабы они вместо тех судов делали морские суды галиоты, гукары, каты, флейты, кто из них какие хочет, и для того (пока они новыми морскими судами исправятся) даётся им сроку на старых ходить только два года». Так как суда иностранных образцов были больше приспособлены к установке большого количества морской артиллерии.
В 1722 году император Петр I совершил на 18-вёсельном струге (назывался москворецким) поездку по маршруту: Москва — Нижний Новгород — Астрахань и обратно.
Иногда подводные археологи находят остатки стругов.

## Разновидности
… В Добром. Стольник Силеверст Огибалов, да подьячий Иван Суровцев, добренцы, донковцы, епифанцы, ефремовцы, ельчаны, тульчаны 3 065 человек сделали 205 стругов мерою по 13 и 12 сажен и в том числе 2 с чердаками, да один ертаульной, да отписано 42 лодки.

В Сокольску. Стольник Степан Овцын, да подьячий Иван Наумов, соколены, лебедянцы, усманцы, демшинцы, землянцы, да романовцы, дворовыми крестьяны 2 548 человек сделали 215 стругов.

А мастеровым и работным людям давано у них кормовых денег на день по 4 и 3 деньги человеку …— С. И. Елагин, «История русского флота. Период Азовский»
- Ертаульный струг — легкий быстроходный струг.
- Чердачный струг — струг с помещениями (каютой).

## Изображения
- Изображения стругов на сайте История отечественного флота:        .